# Golf de Califòrnia

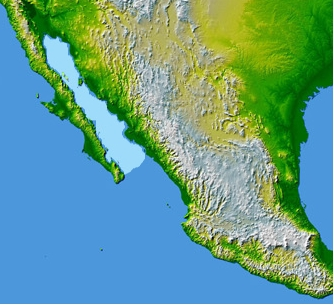
El golf de Califòrnia

El golf de Califòrnia (en castellà Golfo de California, també conegut com a Mar de Cortés i, a vegades, com a Mar Bermejo) és el braç d'aigua que separa la península de Baixa Califòrnia de la resta de Mèxic. Limita a l'oest amb els estats de Baixa Califòrnia i Baixa Califòrnia Sud, al nord amb Sonora i a l'est amb Sonora i Sinaloa.
Aquesta regió és un ric i divers ecosistema. A més d'una gran varietat de criatures endèmiques, s'hi troben moltes espècies migratòries com ara la balena geperuda (Megaptera novaeangliae), la balena grisa de Califòrnia, la gran manta i la tortuga llaüt. El govern mexicà ha assajat de crear zones de conservació i protecció ambiental en aquesta regió, però els territoris de la península són poc poblats, la qual cosa ha fet difícil la supervisió estricta de les activitats que s'hi realitzen.
Per l'abundància de peixos i altres criatures marines, aquesta regió també és un centre mundial d'activitats de pesca esportiva, sobretot a les ciutats de Los Cabos, La Paz, Loreto, Guaymas, San Carlos i Mulegé. La zona també és un important centre pesquer comercial de Mèxic.

## Exploracions
- Francisco de Ulloa

## Illes
Dins del Mar de Cortés hi ha diverses illes. Amb característiques diferents, han tingut importància històrica des del punt de vista de les exploracions. Actualment la principal explotació és el turisme.

### Isla Ángel de la Guarda
De gairebé 900 km quadrats, és la segona més gran del golf.

### Isla Montague
D'una superfície d'uns 139 km quadrats, fou batejada l'any 1826. Abans, tot i estar cartografiada, no tenia nom.

### Isla Monserrat
En la segona de les expedicions d'exploració de Francisco de Ortega (any 1633), l'escrivà fou Antonio Mayor i Corbera de Barcelona (“familiar del Santo Oficio” !!). La crònica descriu la ruta i el bateig de diverses illes. El de l'illa de Monserrate entre d'altres.

### Isla Catalana
El nom oficial i tradicional de l'illa és “isla Catalana”. La confusió de molts documents fou provocada pel servei cartogràfic dels Estats Units, que anotaren en una carta “Isla Santa Catalina”.
| «                                                                            | Originally named Isla Catalan, it was frequently called Isla Catalana. In the mid 1850s when the U.S. Navy charted the Gulf the mapmakers changed the name to Isla Santa Catalina. | » |
| — A natural history guide to Baja California. Kathleen Johnson Dickey. 1983. | |   |

En alguns treballs científics els autors empren les dues denominacions. La oficial mexicana i la que va esdevenir internacional per error.

## Ports
Els ports és importants són els següents: Puerto Peñasco (Sonora), Guaymas (Sonora), San Felipe (Baja California), La Paz (Baja California Sur), San José del Cabo, Punta Las Miredes, Santa Rosalía, Mazatlán (Sinaloa), Topolobampo (Sinaloa), Golfo de Santa Clara (Sonora), Puerto Libertad (Sonora), Puerto Lobos, Yavaros (Sonora)...

## Illes i les àrees protegides del golf de Califòrnia
Hi ha diverses illes i àrees costaneres protegides amb espècies de gran interès. Algunes espècies endèmiques estan en perill d'extinció.

## La pesca de perles

### Tomàs de Cardona
Natural de Venècia i resident a Sevilla, fou un ric explorador, negociant, arbitrista i mestre de càmera espanyol del segle xvii, que invertí una gran fortuna en una companyia per explotar els bancs de perles a Califòrnia.
El 1611 va aconseguir una "encomienda" de Felip III de Castella per crear una companyia per explotar els bancs de perles de Califòrnia comprometent-se a efectuar: "cierta empresa importantísima al servicio de Dios; si el resultado era positivo, realizaría la evangelización de toda la parte austral y del amplísimo reyno de las californias". El 1612 signà un asiento amb el virrei per cercar nous bancs de perles, buscar els galeons perduts del general Luis Fernández de Córdoba, i descobrir el ric regne de la Califòrnia.

### Nicolás de Cardona
El 13 d'agost de 1611, una encomienda per a l'explotació de la pesca de perles al llarg de la costa de Califòrnia, anteriorment en mans de Sebastián Vizcaíno sense èxit, va ser lliurada a Tomàs de Cardona (oncle de Nicolás), Sanç de Meres, i Francisco de la Paraya, tots veïns de Sevilla.
Nicolás va ser posat al càrrec de l'exploració. Va arribar a Acapulco a la darreria de 1614 on va construir tres fragates, la San Antonio, la San Francisco i la San Diego. Durant els anys següents, Nicolás va intentar establir un negoci de perles, i va lluitar contra les intrusions dels neerlandesos (Joris van Spilberg). Arruïnat, Nicolás va tornar a Espanya per obtenir més fons, per seguir explotant el negoci de les perles, fins que va obtenir una Real Orden el maig del 1618.
Finalment va tornar a Espanya el 1623, on va redactar el 1632 la seva Descripción Hidrográfica y geográfica de muchas tierras del norte y del sur y de los mares de las Indias, sobre el descobriment del Regne de Califòrnia.